# لوتس إميرا
لوتس إميرا هي سيارة رياضية من إنتاج شركة لوتس البريطانية، من المقرر بأن تكون اخر سيارة ذات محرك احتراق داخلي من إنتاج الشركة.